# Marco Licinio Crasso (questore)
Marco Licinio Crasso (... – 49 a.C.) è stato un politico e militare romano.

## Biografia

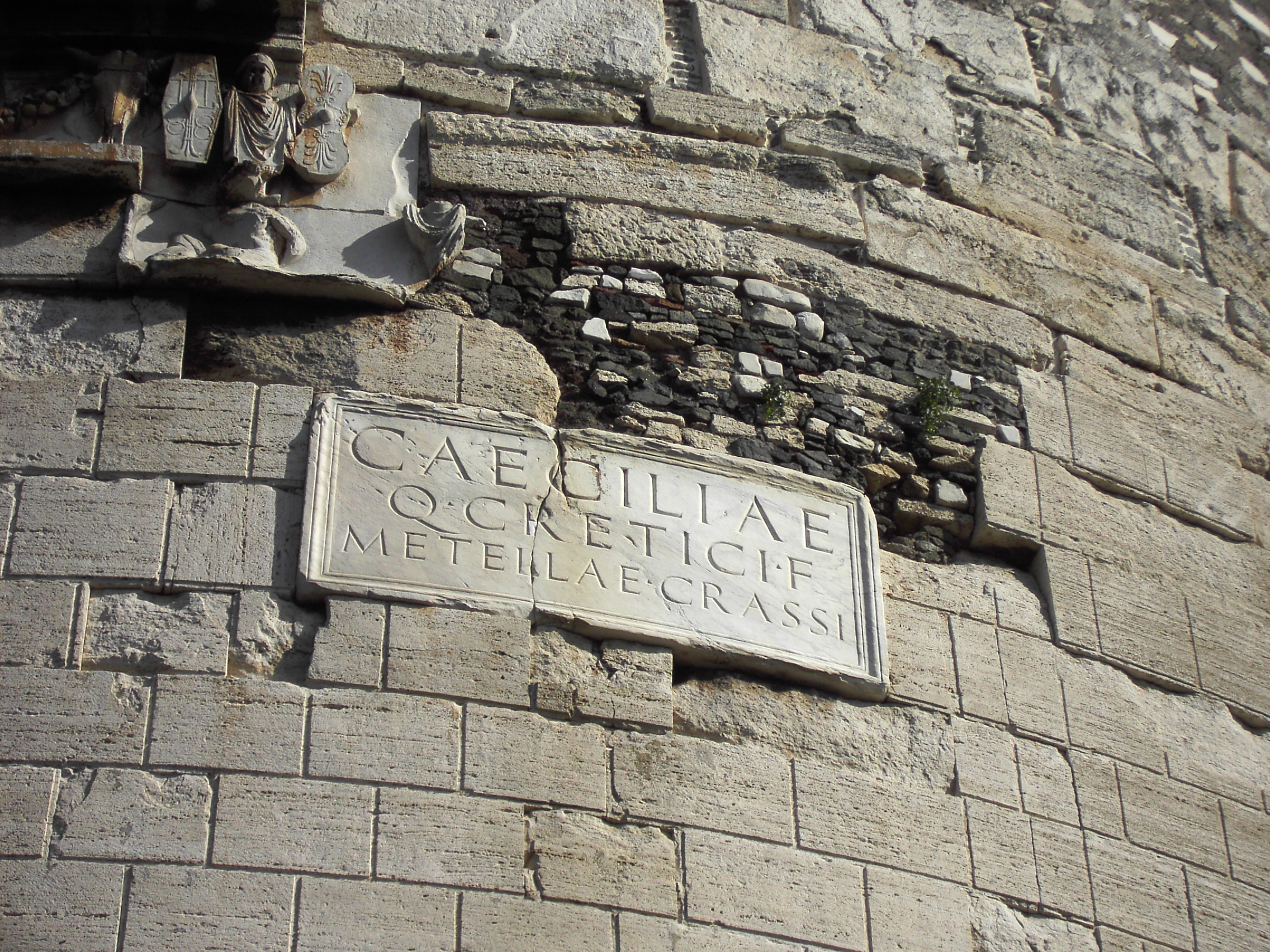
Roma, Mausoleo di Cecilia Metella sull'Appia Antica: lapide dedicatoria e, sulla sinistra, rilievo con trofeo.

Figlio maggiore del triumviro Marco Licinio Crasso, servì sotto Gaio Giulio Cesare nel corso delle campagne di conquista della Gallia (anche il fratello minore, Publio Licinio, fu un valente protagonista della guerra gallica). Nel De bello Gallico Cesare lo menziona come questore in Gallia nel 54 a.C., anno in cui fu mandato con una legione presso i Bellovaci.
Egli secondo alcuni sarebbe però stato questore già nel 55 a.C. Infatti Cesare dice che durante la prima spedizione in Britannia affidò il comando di alcune navi a un questore. Ciò ha portato a concludere che Crasso si trovasse in Gallia già nel 55 a.C. Nell'inverno di questo stesso anno Cesare, mossosi per aiutare Quinto Tullio Cicerone, assediato da Ambiorige, ordinò a Crasso di raggiungerlo ad Amiens, lasciandogli poi la difesa della città. Sempre con il rango di questore nel 53 a.C. prese parte alla campagna militare contro i Menapi.
All'inizio del 49 a.C. Cesare gli affidò il governo della Gallia Cisalpina, ma è probabile che egli morì poco dopo, dato che nel 48 a.C. il governatore di questa provincia era Marco Calidio. Sposò Cecilia Metella Cretica, figlia del console Quinto Cecilio Metello Cretico, della quale rimane il famoso mausoleo. Da Cecilia Metella ebbe un figlio anche lui chiamato Marco, console nel 30 a.C.